# Municipio de West Bethlehem
El municipio de West Bethlehem (en inglés: West Bethlehem Township) es un municipio ubicado en el condado de Washington en el estado estadounidense de Pensilvania. En el año 2000 tenía una población de 1,432 habitantes y una densidad poblacional de 25 personas por km².

## Geografía
El municipio de West Bethlehem se encuentra ubicado en las coordenadas 39°59′30″N 80°07′35″O / 39.99167, -80.12639.

## Demografía
Según la Oficina del Censo en 2000 los ingresos medios por hogar en la localidad eran de $32,500 y los ingresos medios por familia eran $40,909. Los hombres tenían unos ingresos medios de $31,953 frente a los $22,721 para las mujeres. La renta per cápita para la localidad era de $15,834. Alrededor del 16,5% de la población estaban por debajo del umbral de pobreza.